# Thargomindah
Thargomindah är en ort i Australien. Den ligger i kommunen Bulloo och delstaten Queensland, omkring 910 kilometer väster om delstatshuvudstaden Brisbane.
Trakten runt Thargomindah är nära nog obefolkad, med mindre än två invånare per kvadratkilometer..
Omgivningarna runt Thargomindah är i huvudsak ett öppet busklandskap. Genomsnittlig årsnederbörd är 331 millimeter. Den regnigaste månaden är mars, med i genomsnitt 100 mm nederbörd, och den torraste är oktober, med 2 mm nederbörd.